# Legio I Augusta
La legio I Augusta fu un'unità militare romana di epoca imperiale, che sembra sia stata formata da Augusto dopo la battaglia di Azio del 31 a.C., sulla precedente legio I di Gaio Giulio Cesare.
Questa legione potrebbe, pertanto, essere identificabile con quella legione di Cesare formata nel 48 a.C., quando quest'ultimo fu nominato console. Sembra che soggiornò nei primi anni del principato in Hispania e che tra il 26 ed il 19 a.C. prese parte alle guerre cantabriche, con base nei dintorni di Segisama. In seguito ad una sconfitta che le costò la perdita dell'aquila legionaria, potrebbe essere stata «sciolta» o solamente privata dell'appellativo di Augusta. In questo secondo caso potrebbe essere identificabile con la legio I Germanica che prestò servizio, negli anni successivi al 19 a.C., sul Reno a fianco del futuro imperatore, Tiberio.